# El Haouaria

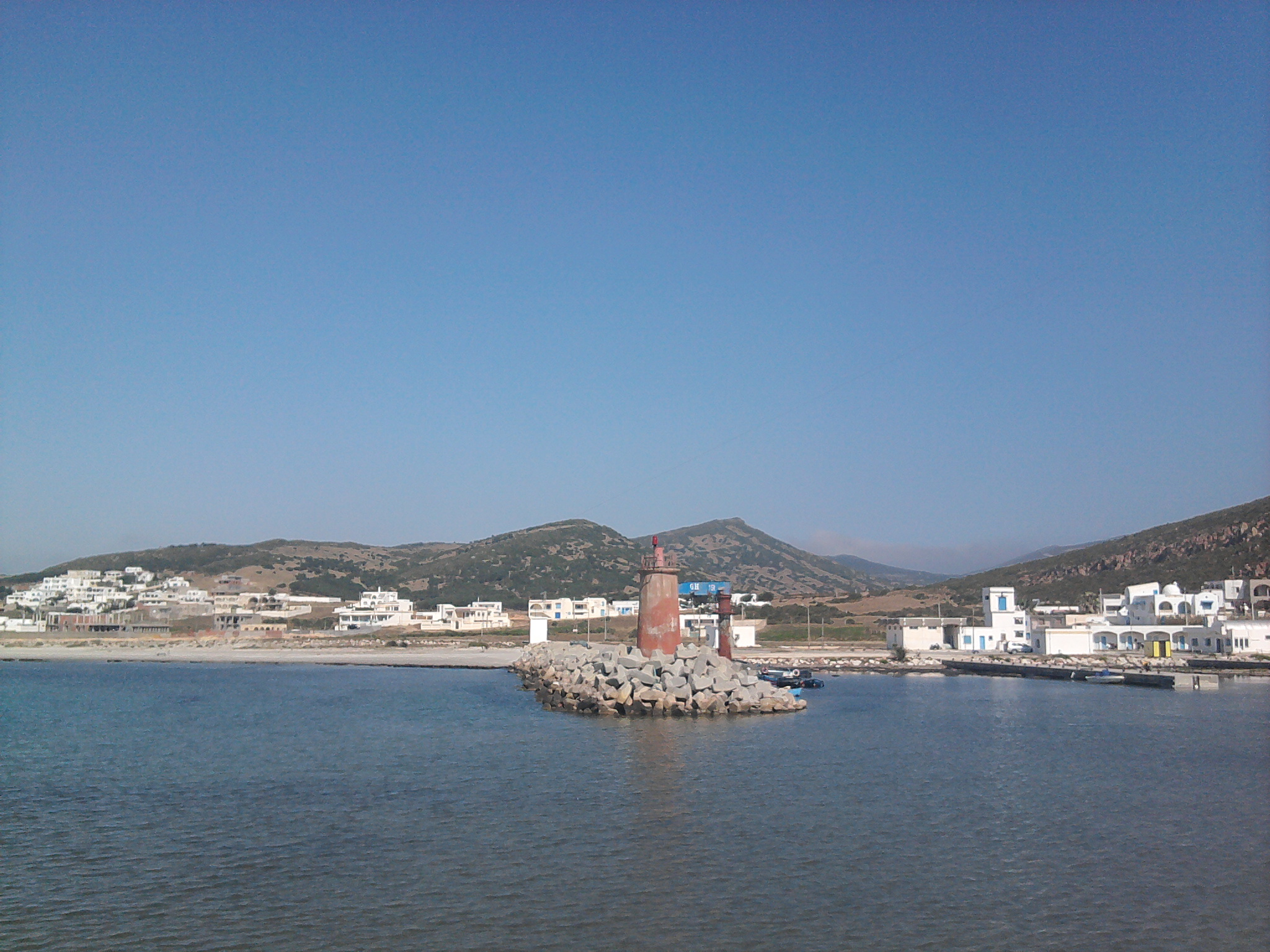
Vy från hamnen

El Haouaria är en stad på halvön Kap Bon i norra Tunisien. Staden ligger högt över havet i ett av halvöns mest dramatiska kustavsnitt. 
Två kilometer från stadens centrum finns konstgjorda grottor från romartiden, då slavar utvann marmor här. Några av grottorna är 30 meter höga. 
El Haouaria är även känt för falkjaktsfestivalen som hålls utanför staden i juni varje år. Unga pilgrimsfalkar fångas i mars, tränas i jakt, och släpps fria efter festivalen. 
Staden var tillsammans med Kelibia värd för Women's African Volleyball Club Championship 2022.